# Любево (гмина)
Любево (пол. Lubiewo) — сельская гмина (волость) в Польше, входит как административная единица в Тухольский повет, Куявско-Поморское воеводство. Население — 5651 человек (на 2004 год).

## Сельские округа
1. Быслав
2. Быславек
3. Церплево
4. Клёново
5. Любевице
6. Любево
7. Миниково
8. Плазово
9. Суха
10. Трутново
11. Велпин

## Прочие поселения
1. Брухнево
2. Брукнево
3. Козлины
4. Соколе-Кузница
5. Шумёнца
6. Теолёг
7. Вандово
8. Велёнек
9. Замженица

## Соседние гмины
1. Гмина Цекцын
2. Гмина Гостыцын
3. Гмина Короново
4. Гмина Свекатово